# Зброя з комбінованими стволами

На рисунку зображено типову комбіновану зброю згори (згори), дриллінги (посередині, звичайний дриллінг згори ліворуч) та вірлінг (знизу) barrel layouts

Комбінована зброя — вогнепальна зброя, яка має хоча б один нарізний та один гладкий ствол, де зазвичай використовують дріб або деякі види рушничних куль. Більшість такої зброї має переламні затвори, хоча були і інші конструкції. Комбінована зброя з одним нарізним та одним гладким стволом зазвичай мають вертикальну або горизонтальну конфігурацію. Версії зі стволами, розташованими поруч горизонтально, в англійській мові називають cape gun. Дриллінг (з нім. Drilling — «трійник») — це комбінована зброя, яка має три ствола. Фірлінг (з нім. Vierling — «четверня») має чотири ствола. Зазвичай в комбінованій зброї використовують фланцеві набої, оскільки безфланцеві набої важче екстрактувати з переламної зброї.

## Використання
Історія комбінованої зброї починається з появи унітарних набоїв. Ця зброя загалом використовується для полювання. Наявність в зброї можливості стріляти набоями для нарізної та гладкоствольної зброї, що дозволяє використовувати одну зброю для полювання на великий діапазон дичини, від оленів до птахів, а стрілець може швидко обрати потрібний ствол. Така зброя є популярною серед єгерів, яким потрібна гнучкість комбінованої зброї під час своєї роботи.

## Ударно-спускові механізми
Рання комбінована зброя мала назву англ. swivel gun (не треба плутати з широко поширеними вертлюжними гарматами), де використовувався набір стволів, який обертали нарізним або гладким стволом для вирівнювання з кременевим замком. Сучасна комбінована зброя схожа на двоствольні рушниці та двоствольні гвинтівки, і майже завжди мають переламні затвори. Комбінована зброя зазвичай має перемикач, який дозволяє стрільцю обрати ствол для пострілу. Дриллінги з двома гладкими та одним нарізним стволами можуть мати два спускових гачки та перемикач, який дозволяє одним спусковим гачком стріляти з обраного ствола. Чотириствольна версія, відома як «вірлінг», зазвичай має два спускових гачки та перемикач для перемикання між рушницею та гвинтівкою.

## Схеми розташувань стволів

### Комбінована зброя

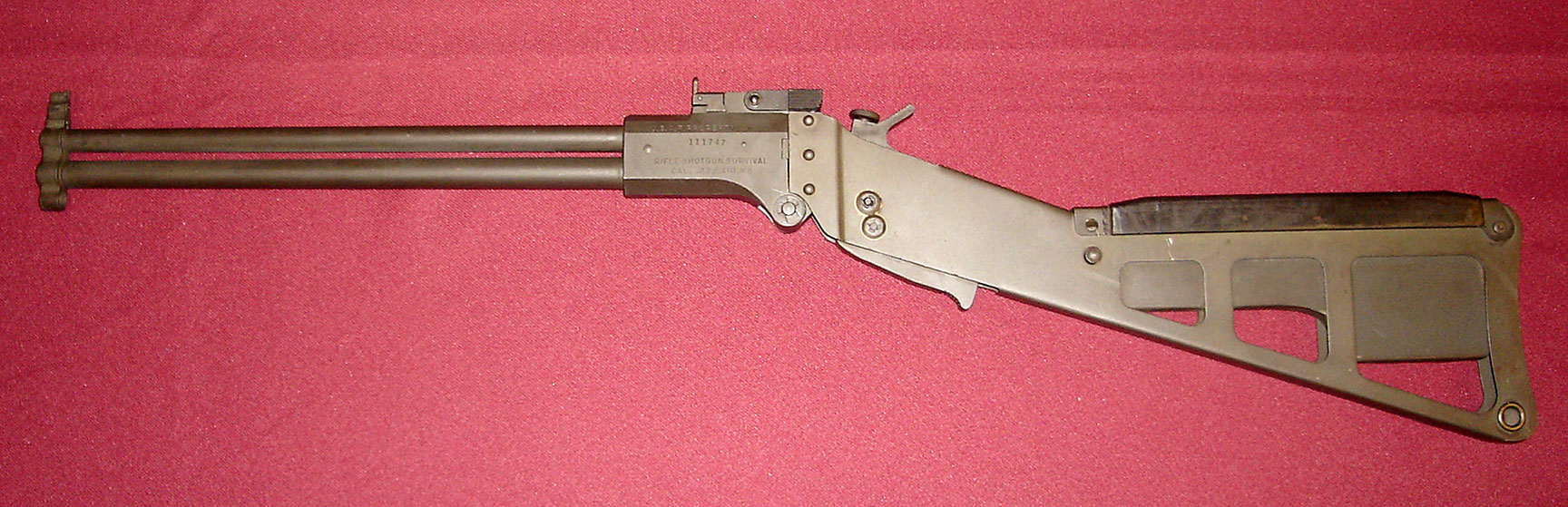
Зброя виживання авіаекіпажів M6

У комбінованій зброї, наприклад, Savage Модель 24, зазвичай нарізний ствол розташовується над гладким стволом. Для стрільби з нарізного ствола зазвичай використовують механічні приціли, а для стрільби з гладкого ствола використовують лише мушку. Деяка зброя має кріплення для оптичних прицілів.
Цікавою конструкцією є комбінована зброя ВПС США M6 Aircrew Survival Weapon та її цивільна версія Springfield Armory M6 Scout, суцільнометалева комбінована зброя зі стволом калібру .22 Hornet над стволом .410 bore або .22 Long Rifle над .410 bore.

### Двостволки
Двостволки — версія комбінованої зброї, де стволи розташовані поруч горизонтально, типова для Європи. Деякий час були популярні на півдні Африки, де можна зустріти різну дичину. Британська версія зазвичай заряджається службовим набоєм .303 British та рушничним набоєм 12 калібру, при цьому нарізний ствол розташовано ліворуч. В німецьких та австрійських двостволках нарізний ствол розташовано праворуч, для пострілу з нього треба натиснути передній спусковий гачок. Передній спусковий гачок зазвичай являє собою шнеллер. Німецькі та австрійські версії мають нарізний ствол під набій 9,3×72mmR та гладкий ствол під набій 16 калібру, якими зазвичай користувалися старі єгері, хоча їх можна було заряджати різними гвинтівковими та рушничними набоями.

### Дриллінги

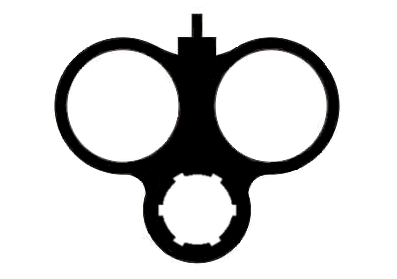
Загальний вигляд дриллінга, поряд розташовані гладкі стволи, а нарізний ствол розташовано знизу

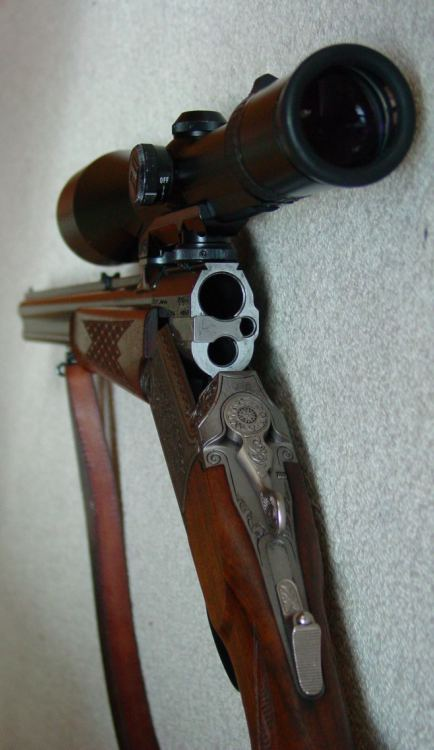
Дриллінг з оптичним прицілом, рушничним стволом і гвинтівковими стволами центрального та кільцевого запалення

Дриллінг зазвичай має два гладких ствола та один нарізний (нім. Normaldrilling, звичайний дриллінг), але може існувати велика кількість форм та конфігурацій:
- Два нарізних ствола і одни гладкий
- Два нарізних ствола різних калібрів (один кільцевого та один центрального запалення) та один гладкий ствол
- Три гладких ствола
- Три нарізних ствола

Оскільки дриллінги зазвичай випускали дрібні виробники, кожен виробник обирав свою схему розташування стволів, або робив схему на замовлення покупця. Найпоширеною схемою було розташування поряд двох гладких стволів та по центру під ними одного нарізного, наприклад, як у M30 Luftwaffe drilling. Інколи можна зустріти схожу схему, але нарізний ствол розташовано над гладкими стволами, при цьому калібр нарізного ствола становить .22 кільцевого запалення або .22 Hornet.
Рідкісними є дриллінги, де поруч розташовано два нарізних ствола, а знизу один гладкий. Таку зброю важче зробити, оскільки нарізні стволи треба точно відрегулювати при виробництві, щоб при стрільбі вони стріляли в одну точку на визначеній відстані. Таке регулювання потребує точних інструментів на відміну від гладких стволів, оскільки стрільба з рушниці ведеться на близьких відстанях з широким розкиданням дробу. Якщо три ствола мали однаковий калібр — зазвичай їх розташовували трикутником, де обидва нарізних ствола були згори або один нарізний та один гладкий згори. Якщо калібри були різними, то гладкий і нарізний стволи знаходилися один над одним, а нарізний ствол під набій кільцевого запалення між ними збоку. Така схема розташування стволів у зброї зараз дуже цінується колекціонерами.
Найрідкіснішою схемою розташування стволів є три гладких ствола. Є доволі дивним варіантом рушниці, оскільки, в порівнянні з дриллінгом, не має комбінації нарізних та гладких стволів. Стволи зазвичай розташовані таким чином: поряд два ствола, а під ними третій. Хоча, рушниця Chiappa Triple Crown має два ствола знизу і один ствол згори. Це дає можливість цілитися з Triple Crown одним стволом. Всі стволи мають один калібр.

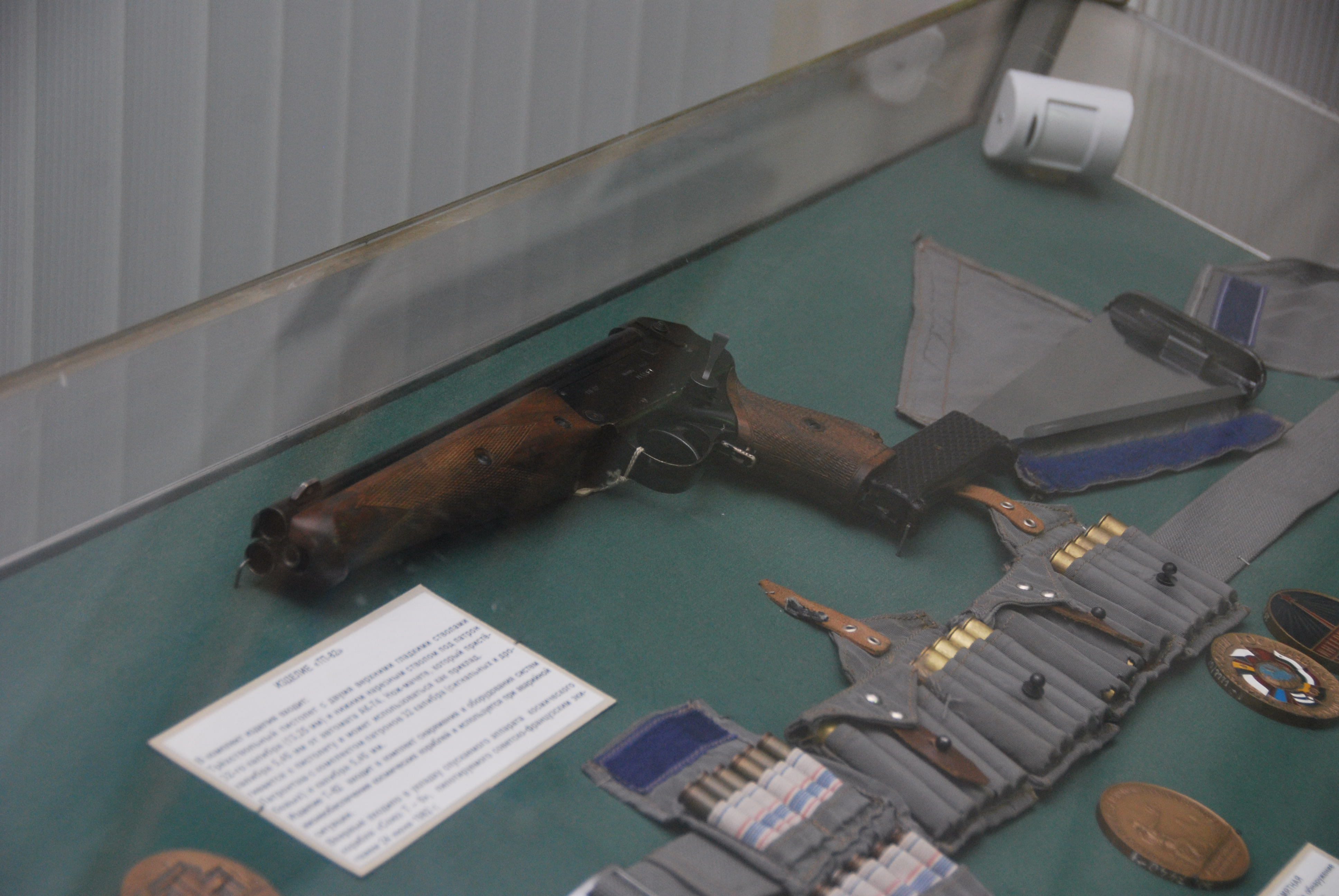
ТП-82 в артилерійському музеї Санкт-Петербурга

Незвичайним варіантом дриллінга є мисливський пістолет ТП-82 Космонавт, триствольний пістолет з короткими стволами, двома гладкими 12,5 мм над одни нарізним 5,45 мм, зі з'ємними прикладом. Його розробили в СРСР в якості мисливської зброї для космонавтів і використовували з 1987 по 2007 роки, коли його зняли з озброєння оскільки боєприпаси до нього застаріли.

### Вірлінги
Вірлінги зазвичай мають два гладких і два нарізних ствола .22 калібру під набої центрального та кільцевого запалення. Їх може бути багато варіантів. Вірлінги є дуже рідкісними і зазвичай випускаються на замовлення. Одним зі зразків такої зброї є карабін Ланкастера, розроблений для князівства Рева для полювання на тигрів.